# カワイ・レナード
- クワイ・レナード

カワイ・アンソニー・レナード（Kawhi Anthony Leonard（[kəˈwaɪ]）, 1991年6月29日 - ）は、アメリカ合衆国・カリフォルニア州リバーサイド出身のプロバスケットボール選手。NBAのロサンゼルス・クリッパーズに所属している。ポジションはスモールフォワード。紙面などでクワイ・レナードと表記される場合もある。手が大きいことからクロウ（The Claw）の愛称を持つ。

## ハイスクール
キャニオンスプリング高校に入学し、2年次にマーチン・ルーサー・キング高校に転校した。同期生であったトニー・スネルと共に、3年次には、30勝3敗の戦績を残した。レナードは1試合平均22.6得点、13.1リバウンド、3.9アシスト、3.0ブロックの成績を記録し、カリフォルニア Mr.バスケットボール賞を受賞した。
全米のハイスクールフットボール、バスケットボール選手格付けサイトであるRivals.comで、2009年、カレッジリクルートにおいてレナードはスモールフォワードでNo.8、全プレーヤーでNo.48に位置づけられた。

## カレッジ

### 新入シーズン（2009-10）
サンディエゴ州立大学での初年次シーズンは、平均12.7得点、9.9リバウンドの成績を記録し、25勝9敗の戦績でマウンテン・ウェスト・カンファレンス（MWC）のカンファレンストーナメントを制し、NCAAトーナメントの出場権を獲得した。しかしながら、1stラウンドでテネシー大学に 62–59 で敗戦した。レナードは 12得点、10リバウンドの成績であった。レナードはMWCで、リバウンド王となり、新人賞と、トーナメントMVPを獲得した。この段階でNBAドラフトにアーリーエントリーすることもできたが、ヘッドコーチのスティーブ・フィッシャーは、1巡目指名を受けられないと判断し、もう1年プレーすることを勧め、レナードも従った。

### 2年次シーズン（2010-11）
2年次シーズンは、平均15.7得点、10.4リバウンドの成績を記録し、 34勝3敗の戦績で、カンファレンス・トーナメントで連続優勝を果たした。
サンディエゴ州立大学は 再びNCAAトーナメント出場を果たした。この時はベスト16まで進んだが、コネチカット大学に敗れた。レナードはオールアメリカン・セカンドチームに選ばれ、2011年のNBAドラフトにアーリーエントリーした。

### 受賞および名誉
- NCAA オールアメリカンセカンドチーム（2011）
- 2×オールMWCファーストチーム（2010 - 2011）
- 2× オールMWCトーナメントチーム（2010 - 2011）
- オールMWCディフェンシブチーム（2011）

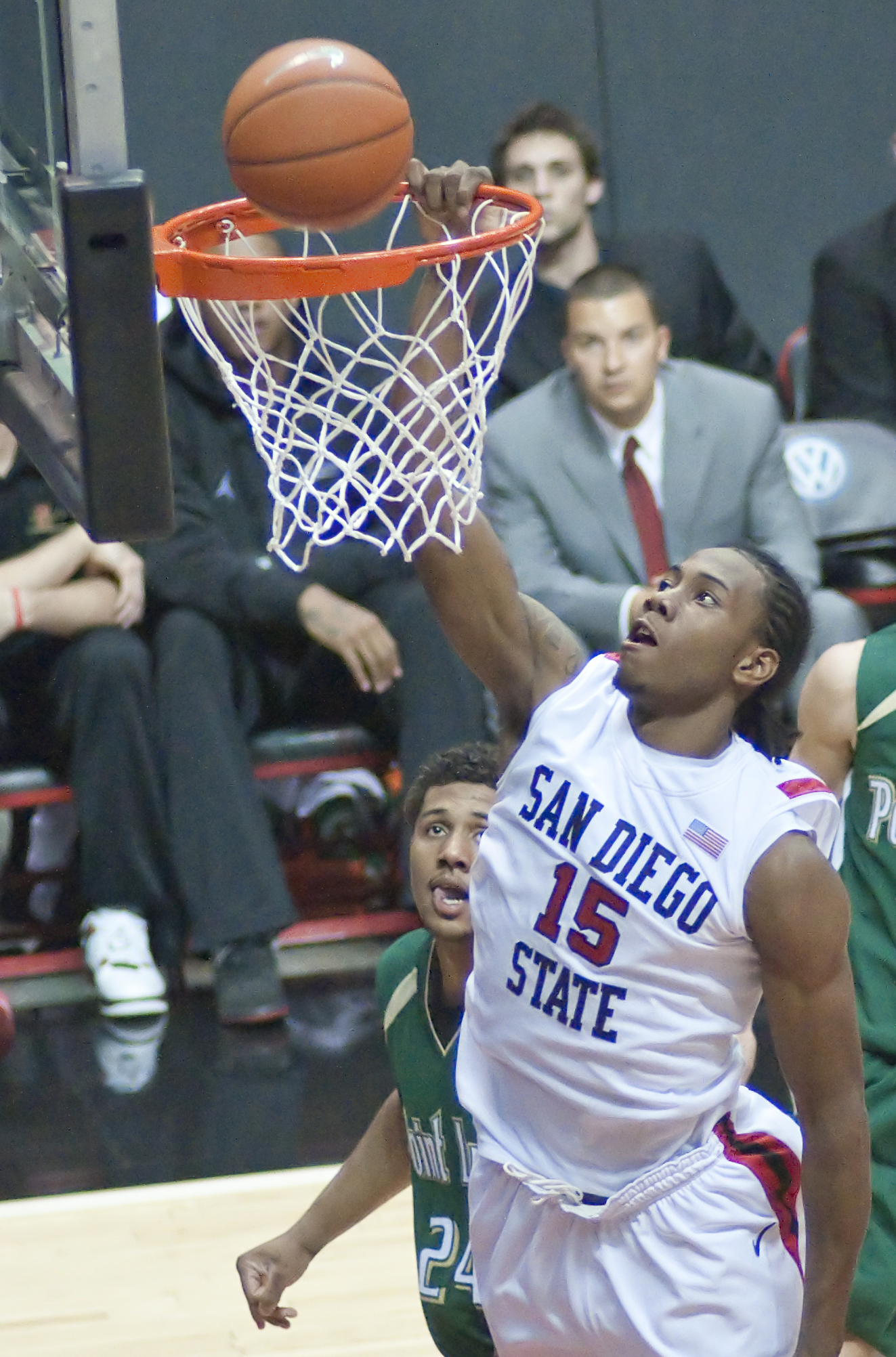
サンディエゴ州立大学時代

- MWC MVP（2010）
- MWC 新人賞（2010）

### スタッツ
| シーズン | チーム                | GP | GS | MPG  | FG%  | 3P%  | FT%  | RPG  | APG | SPG | BPG | PPG  |
| -------- | --------------------- | -- | -- | ---- | ---- | ---- | ---- | ---- | --- | --- | --- | ---- |
| 2009-10  | サンディエゴ ステート | 34 | 33 | 31.3 | .455 | .205 | .726 | 9.9  | 1.9 | 1.4 | .7  | 12.7 |
| 2010-11  | サンディエゴ ステート | 36 | 36 | 32.6 | .444 | .291 | .759 | 10.6 | 2.5 | 1.4 | .7  | 15.5 |
| キャリア |                       | 70 | 69 | 31.9 | .449 | .250 | .744 | 10.2 | 2.2 | 1.4 | .7  | 14.1 |

| ドラフト年           | 2011              |
| -------------------- | ----------------- |
| データソース         | NBA Draft Combine |
| 身長シューズ無し     | 6ft6in（198cm）   |
| 身長シューズ有り     | 6ft7in（201cm）   |
| 体重                 | 227lb（104kg）    |
| ウィングスパン       | 7ft3in（221cm）   |
| スタンディングリーチ | 8ft10in（269cm）  |
| 体脂肪               | 5.4%              |
| ノーステップ垂直跳び | 25.5in（65cm）    |
| 最高垂直跳び         | 32in（81cm）      |

## NBA

### サンアントニオ・スパーズ
マーチン・ルーサー・キング高校、サンディエゴ州立大学を経て、2011年のNBAドラフトで1巡目15位で、インディアナ・ペイサーズに指名を受けたが、学生時代からレナードに注目していたというサンアントニオ・スパーズのR・C・ビュフォードGMが主導し、ペイサーズにトレードを申し入れ、グレッグ・ポポヴィッチHCのお気に入り選手の1人であったジョージ・ヒルと交換で、ダービス・バータン、エラゼン・ローベックの交渉権とともに、スパーズに交渉権が譲渡された。2011年7月1日から12月8日まで161日間続いたロックアウトの終結に伴い、12月10日、スパーズと複数年契約を結び、NBAプレーヤーとなった。

#### 2011-12シーズン
ルーキー・シーズンの2011–12シーズンは、控えのスモールフォワードとして始まったが、スターターのリチャード・ジェファーソンをゴールデンステート・ウォリアーズに放出したことにより、レナードはスターターとなり、バックアップはトレードで加入したスティーブン・ジャクソンが務めた。2012年NBAオールスターウィークエンドの ライジング・スターズ・チャレンジにティアゴ・スプリッターと共にチーム・ チャックメンバーに選ばれたが、脹脛の故障により出場しなかった。レギュラーシーズンは64試合（先発39試合）に出場し、1試合平均、7.9得点、5.1リバウンド、1.1アシスト、1.3スティールの成績を記録し、ルーキー・オブ・ザ・イヤーの投票で4位となり、スパーズからは前年のゲイリー・ニールに続いて、オールルーキーファーストチームに選出された。

#### 2012-13シーズン
2012年10月26日、スパーズはレナードに対しチームオプションを行使し、2013-14シーズンまで契約延長を行った。
2012–13シーズンは故障で、58試合と出場試合数を減らしたが、57試合をスターターとして出場し、成績も1試合平均11.7得点、6リバウンド、1.6アシスト、1.7スティールと着実に成長した。2年目のライジング・スターズ・チャレンジにもチーム・ チャックメンバーに選ばれ、20得点、7リバウンドを記録し、163–135でチームシャックに勝利した。
プレーオフでは更に成績を伸ばし、初のNBAファイナル出場し、14.6得点、11.1リバウンドを記録し、大舞台での勝負強さを見せたが、レブロン・ジェームズとのマッチアップでは未だ力及ばず、チームも3勝4敗で敗退した。

#### 2013-14シーズン

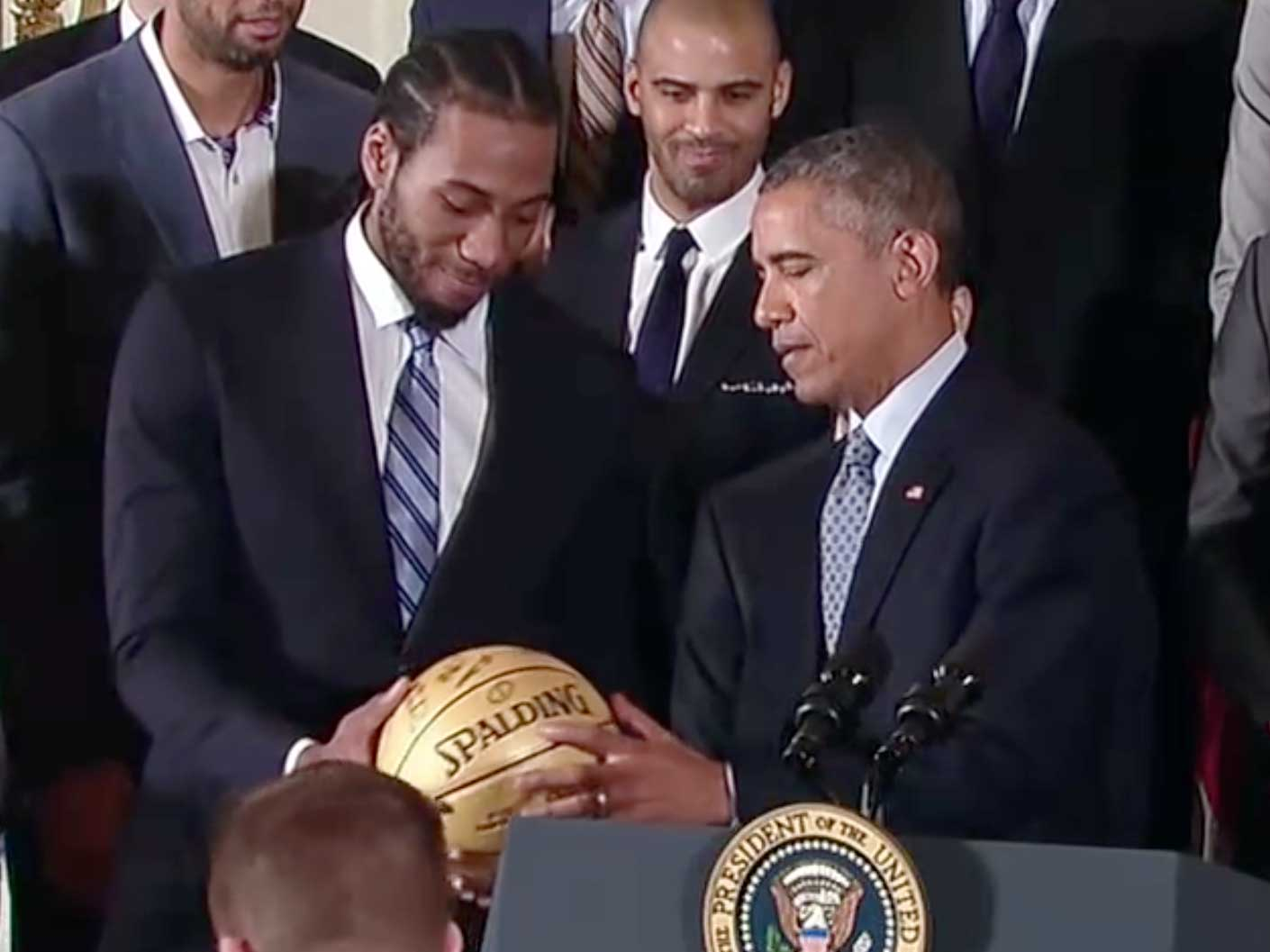
ホワイトハウスでバラク・オバマ大統領に2014 NBAチャンピオン記念のサインボールを手渡すレナード

2013–14シーズンは、2014年1月オクラホマシティ・サンダー戦で、利き手の第4中手骨を骨折し、16試合を欠場したが、65試合に先発し、スパーズのスターターとしての地位を確立し、成績も1試合平均12.8得点、6.2リバウンド、2アシスト、1.7スティールと前年より伸ばしている。このポストシーズン中に、スティールからコースト・ツー・コーストのダンクを見せたことなどから、シャキール・オニールによって、“シュガー・K・レナード”というニックネームを授けられた。スパーズは久々のNBAチャンピオンに輝き、レナードは、レブロン・ジェームズとのマッチアップで、攻守ともに非凡さを見せ、22歳という若さで、NBAファイナルMVPを獲得した 。この若さはマジック・ジョンソンの1980年ファイナルの20歳278日、1982年の22歳298日に次ぐ記録である。またNBAオールスター経験のない選手では6人目で、2004年ファイナルMVPのチャウンシー・ビラップス以来である。

#### 2014-15シーズン
2014–15シーズンは、プレシーズン・ゲームの終盤6試合と開幕戦のダラス・マーベリックス戦を右目のウイルス性結膜炎により欠場し、10月31日のフェニックス・サンズ戦で視力が完全に戻っていない中で復帰を果たした。その後は好調を維持し、前シーズンを上回る成績を残していたが、12月9日のユタ・ジャズ戦で利き手の靱帯を損傷した。スパーズはレナードの欠場中、9勝10敗と不振に喘いだが、1月16日の対ポートランド・トレイルブレイザーズ戦で復帰し、20得点、4リバウンド、5アシスト、3スティールと活躍し、勝利に貢献した。そのまま好調を維持し、続く30試合を20勝10敗とチームを支えた。3月24日時点で試合平均2.3スティールはリーグトップの成績である。4月5日のゴールデンステート・ウォリアーズ戦では、キャリアハイの7スティールを記録した。レギュラーシーズン終了時点で自己最高の平均2.31スティール、5.9ディフェンスリバウンドの成績を残し、シーズンスティール王となり、2015年4月23日、スパーズでは1992年のデビッド・ロビンソン以来となるNBA最優秀守備選手賞を受賞。更に5月21日には、NBAオールディフェンシブチームのファーストチームに選出された。

#### 2015-16シーズン
2015–16シーズンは、10月28日の開幕戦となったオクラホマシティ・サンダー戦でゲームは落としたが、ケビン・デュラントをフィールドゴール成功率を32%以下に抑える一方で、キャリアハイとなる32得点（成功率59%）を記録し、8リバウンド、3スティール、2ブロックを記録した。シーズン序盤、ディフェンス、オフェンス共に安定したプレーを維持し、12月21日、自身初めてとなる、プレーヤー・オブ・ザ・ウィークを受賞した。12月3日のメンフィス・グリズリーズ戦では、キャリアハイとなる7本の3ポイントを成功させ、27得点を記録した。1月21日、NBAより2016年NBAオールスターゲームのファン投票結果が発表され、ウェスタン・カンファレンスのフロントコートで、コービー・ブライアント、ケビン・デュラントに次ぐ3位の78万2339票を獲得し、自身初となるオールスターゲームは、スターターを務め 17得点、6リバウンド、3アシスト、2スティールの記録を残した。4月2日、開幕からホーム39連勝となったトロント・ラプターズ戦でキャリアハイとなる33得点を記録。4月18日、前年に続きNBA最優秀守備選手賞を受賞した。MVPのステフィン・カリーに次ぐ得票で、自身初のオールNBAファーストチームに選出された。

#### 2016-17シーズン

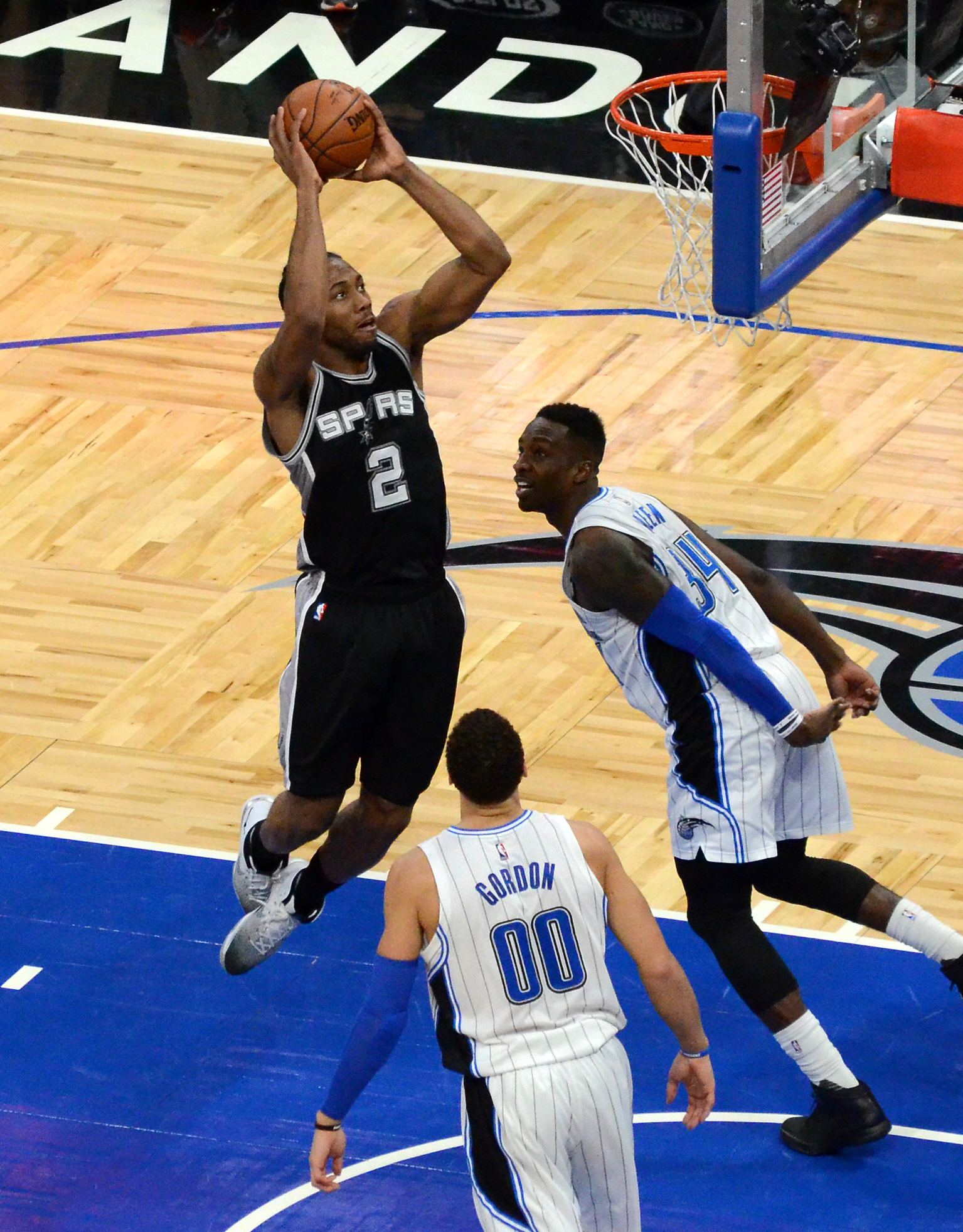
2017年のスパーズでのレナード

ティム・ダンカンが引退し、新生スパーズの新たな顔となったレナードは、シーズン開幕戦のゴールデンステート・ウォリアーズ戦で自己最高の35得点を記録し、129-100での開幕戦勝利をもたらした。続く10月27日のサクラメント・キングスの新アリーナゴールデン1センターでの開幕戦となったこの一戦でも、レナードは30得点に加え5スティールを決め、2002年のエディー・ジョーンズ以来の "2試合連続30得点・5スティール" を記録した。以降もエース級の活躍を見せ、2017年1月19日にはNBAオールスターゲームにファン、プレーヤー、メディによる投票で、ウェスタン・カンファレンスのフロントコートでケビン・デュラントに次ぐ2位を獲得し、2年連続先発選手としての出場が決定した。1月21日、アウェイのクリーブランド・キャバリアーズ戦でキャリアハイの41得点を上げ、オーバータイムの末、勝利を掴んだ。1月28日のニューオーリンズ・ペリカンズ戦で26得点を記録し、2005年、ティム・ダンカンの（試合中の負傷で途切れた）75連続試合2桁得点のスパーズフランチャイズ記録を76試合連続に書き換えた。このシーズンから、対戦チームがレナードの鉄壁ディフェンスを崩すための戦術を練り始め、カワイがガードするトップオフェンスプレーヤーを敢えて攻撃に参加させず逆のアイソレーションを行い、他のディフェンダーに対して攻撃を展開するスキームを使い、レナードがオンコートの方が、ディフェンス・スタッツが落ちるという結果も生じ、カワイソレーション（Kawhisolation）と言う造語も生まれた。チームは61勝21敗、全体第2シードでプレーオフに進み、ファーストラウンド1回戦のメンフィス・グリズリーズ戦で、プレーオフ・キャリアハイに並ぶ32得点を記録し勝利すると、第2戦では更にキャリアハイを更新する37得点に加え、11リバウンドを記録し、スパーズでは2008年のティム・ダンカン以来となる35得点・10リバウンド以上を達成した。
2017年4月15日、プレーオフ1stラウンド第1戦のメンフィス・グリズリーズ戦で、プレーオフ・キャリアハイとなる32得点を記録し111-82で勝利した。2日後の第2戦で、37得点を記録し、プレーオフ・キャリアハイ更新し、11リバウンドを加え、96-82でメンフィスを下した。更に第4戦では、43得点を記録し、たて続けにキャリアハイを更新した。ゲーム6で29得点を記録し、スパーズはシリーズを4-2としてウェスタンカンファレンス準決勝に進んだ。スパーズは2ndラウンドでヒューストン・ロケッツを4-2で下してウェスタンカンファレンスファイナルへ進出したが、レナードは第5戦で左足首を負傷し、第6戦を欠場した。ウェスタンカンファレンスファイナルのゴールデンステート・ウォリアーズ第1戦、第3クォーターに、フィールドゴールを試みた後、ザザ・パチュリアの足に着地し、足首の負傷を悪化させ26得点を記録していたが、これ以降の出場はできず、スパーズはウォリアーズにスウィープされシーズンを終えた。レナードは、レギュラーシーズン、平均25.5得点、5.8リバウンド、3.5アシスト、1.8スティール、プレーオフ、12試合出場で27.7点、7.8リバウンド、4.6アシスト、1.7スティールを記録した。キャリアで2度目のオールNBAファーストチームに選ばれ、3年連続で、3度目のオール・ディフェンス・ファースト・チームの栄誉を獲得した。

#### 2017-18シーズン
右大腿四頭筋の故障により、プレシーズンゲームを全休し、レギュラーシーズンも開幕から27試合欠場していたが、12月12日に行われたダラス・マーベリックス戦で復帰した。復帰戦ではまだ出場制限が課せられており16分の出場にとどまったが、13得点を記録した。チームは89-95で敗れた。その後も出場と欠場を繰り返しながら徐々に出場時間を増やしていったが、2018年1月5日に行われたフェニックス・サンズ戦で今度は肩を負傷、1月8日には、今後数試合に欠場すると報じられた。1月13日に行われたデンバー・ナゲッツ戦で復帰、19得点を記録したが、1月17日、スパーズはレナードが無期限で欠場すると発表した。

### トロント・ラプターズ
2018年6月、レナードはスパーズにトレードを要求し、その理由が故障のリハビリ方法を巡ってチームとの関係が悪化したためだと報じられた。その後、2018年7月18日にダニー・グリーンと共にデマー・デローザン、ヤコブ・ポエートル、2019年のドラフト1巡目指名権との交換でトロント・ラプターズに放出された。

#### 2018-19シーズン

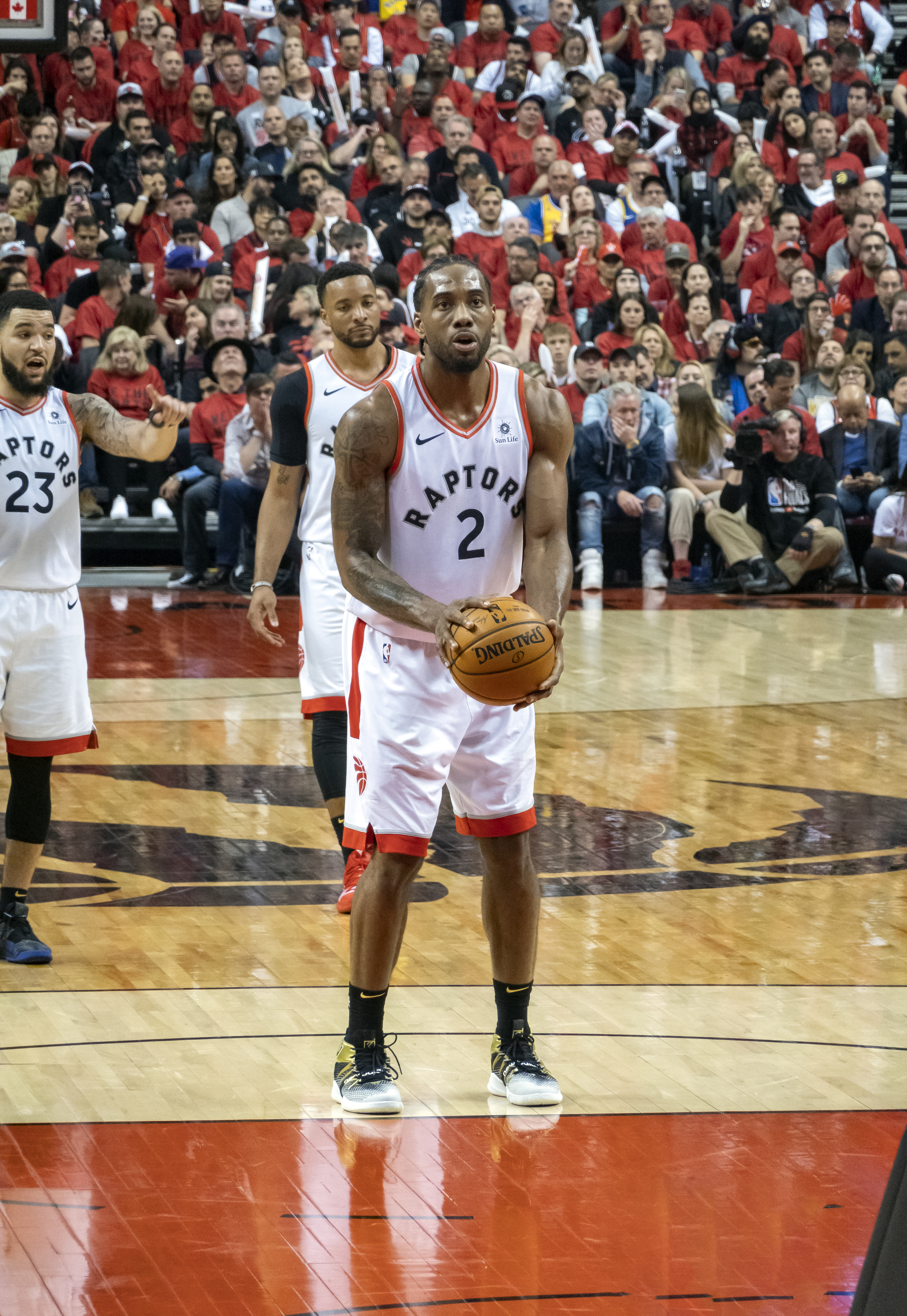
2019年のNBAファイナルの第2戦でフリースローを放つレナード

10月17日に開幕戦でラプターズがデビューした時、レナードはクリーブランド・キャバリアーズに116-104で勝利して24得点、12リバウンドを記録した。 2日後、ボストン・セルティックスに 113-101で勝利して31得点、10リバウンドを記録した。 10月24日、ミネソタ・ティンバーウルブズに 112-105で勝利して35得点を記録し、ラプターズは開幕5連勝を挙げた。 11月16日、彼はセルティックスに123-116で敗北したものの、31得点、シーズン最多の15リバウンドを記録した。 11月25日、レナードは彼のNBAのキャリアで初となるレギュラーシーズンでのテクニカルファウルを受けながら、 マイアミ・ヒートに125-115で勝利し、29得点、12リバウンドを記録した。
11月29日のゴールデンステート・ウォリアーズに131-128で勝利し、シーズンハイとなる37得点を記録した。 12月21日、キャバリアーズに126-110で勝利し、37得点を記録した。 1月1日、ユタ・ジャズに122-116で勝利してキャリアハイとなる45得点を記録した。
2019年1月3日、古巣サンアントニオ・スパーズの本拠地AT&Tセンターでの試合では激しいブーイングを浴びた。
1月13日、ワシントン・ウィザーズに140-138で勝利し、シーズンハイとなる出場時間45分の間に41得点、11リバウンドを記録した。3月1日、38得点を記録し、ポートランド・トレイルブレイザーズに119-117で勝利した。
イースタン・カンファレンス準決勝での対フィラデルフィア・セブンティシクサーズ戦の第1戦では、レナードは23本中16本のフィールド・ゴール（FG：69.6%）を決め、プレーオフでのキャリアハイとなる45得点を記録し、108-95で勝利した。 これによってラプターズ史上、2001年に50得点を記録したヴィンス・カーター以来となる、プレーオフで40得点以上を記録した2番目のプレーヤーとなった。76ersとの第4戦では、ラプターズは101-96で勝利し、レナードは39得点、14リバウンドを記録した。第7戦では、レナードがコーナーからリムに4回跳ね返るブザービーターを決め、92-90で勝利し、ラプターズはイースタン・カンファレンス決勝に進出した。この試合で39本中16本のフィールド・ゴールを決め、41得点を記録した。これはNBA史上初の第7戦でのブザー・ビーターであり、普段は物静かで冷静沈着なレナードが感情を爆発させ、勝利の雄叫びを上げた。レナードは最後のブザー・ビーターについて「素晴らしかった。第7戦でのウイニング・ショットは今まで経験したことのないものだった。あのシュートを放ち、決めることができたのは嬉しかった。私のキャリアの中でも省みることのできる、特別な場面だった。」と述べている。
ラプターズはイースタン・カンファレンス決勝に進み、第1シードのミルウォーキー・バックスと対戦した。 イースタン・カンファレンス決勝の第3戦では、レナードが36点を記録し、ラプターズがバックスに118-112で勝利し、バックスとのシリーズを2-1に持ち直した。 第5戦では、彼は5つの3ポイント・シュートを含む35得点、7リバウンド、9アシストを記録し、バックスに3勝2敗でリードした。 第6戦では、100-94でラプターズが勝利し、レナードは27得点、17リバウンドを記録し、ラプターズ史上初となるNBAファイナル進出へと導いた。
レナードは2019年NBAファイナルでのゴールデンステート・ウォリアーズ戦でも大活躍した。 第2戦では、ラプターズはウォーリアーズに109-104で敗れたものの、レナードは34得点、14リバウンドを記録した。第4戦では、ラプターズが105-92で勝利し、レナードも36得点、12リバウンドと活躍した。 第6戦では、彼は22得点を記録し、ラプターズが114-110で勝利し、自身2回目となるNBAチャンピオン、ラプターズ史上初となるNBA優勝をもたらした。彼はその後2度目となるNBAファイナルMVPを受賞し、レブロン・ジェームズとカリーム・アブドゥル・ジャバーに続き、2つのチームでNBAファイナルMVPを受賞した3番目の選手になった。レナードは2019年のプレーオフで計732得点を記録し、アレン・アイバーソン（計723得点）とアキーム・オラジュワン（計725得点）の記録を上回り、リーグ史上NBAポストシーズンで3番目に高い合計得点を記録した。これを超える記録を持っているのはレブロン・ジェームズ（計748得点、2018年）とマイケル・ジョーダン（計759得点、1992年）のみ。

### ロサンゼルス・クリッパーズ

#### 2019-20シーズン：オールスターゲームMVP
プレーオフ後、フリーエージェントとなり、ロサンゼルス・レイカーズへの移籍か残留の2択と思われていたが、オクラホマシティ・サンダーのポール・ジョージをトレードで獲得したロサンゼルス・クリッパーズに3年1億300万ドルの契約で電撃移籍した。
2019年10月22日、ロサンゼルス・レイカーズとのシーズン開幕戦でクリッパーズの選手としてデビューする。30得点、6リバウンド、5アシストを記録し、チームは112-102で勝利した。10月24日のゴールデンステート・ウォリアーズ戦にて、21得点、キャリアハイの9アシストを記録した。12月11日には古巣のラプターズ戦でラプターズファンからスタンディングオベーションで迎えられ、レナードは23得点、6アシストを記録し、112-92で勝利した。2日後のミネソタ・ティンバーウルブズ戦では、シーズン・ハイの42得点、11リバウンドを記録した。また、チームメイトのポール・ジョージは46得点を記録しており、2人の選手が40得点以上を記録するのは、クリッパーズのフランチャイズ史上初となった。2020年1月14日の、クリーブランド・キャバリアーズ戦では、29分という短い出場ながら43得点を記録した。また、1月13日から19日までの期間でウェスタン・カンファレンス週間MVPに選ばれた。1月24日のマイアミ・ヒート戦で、33得点、10リバウンド、10アシストを記録し、キャリア初のトリプル・ダブルを達成した。2月16日に行われた2020年のNBAオールスターゲームでは先発で選出され、キャリア初のオールスターゲームMVPを受賞した。
2019-20シーズンは新型コロナウイルス感染症の世界的流行により、3月11日に中断されたが、7月30日にフロリダ州ベイ・レイクにある、ウォルト・ディズニー・ワールド・リゾートで選手と関係者だけを隔離した状態（通称：バブル）としてシーズンは再開した。シーズン再開後、レナードは6試合プレーし、平均28.8得点、4.8リバウンド、4.3アシストを記録して、オールバブルセカンドチームに選ばれた。プレーオフでは1回戦のダラス・マーベリックスに、クリッパーズは6試合でシリーズ勝利を収め、レナードは5試合連続で30得点以上を記録し、シリーズ平均32.8得点、10.2リバウンド、5.2アシストを記録した。しかし、クリッパーズはウェスタン・カンファレンス・セミファイナルで、デンバー・ナゲッツにシリーズ3勝1敗とリードしていたものの、そこから3連敗で敗退となった。第7戦では、クリッパーズのダブルエースのパフォーマンスが悪く、レナードはフィールドゴール22本中6本成功で、14得点しか記録することができなかった。

#### 2020-21シーズン
2020年12月22日のロサンゼルス・レイカーズとのシーズン開幕戦で、26得点、2スティールを記録し、クリッパーズは116-109で勝利した。12月25日のデンバー・ナゲッツ戦で、第4クウォーターにチームメイトのサージ・イバーカの肘が当たり、顎顔面外傷を負った。結果として、口を8針縫う大怪我となった。故障で2試合欠場した後、12月30日のポートランド・トレイルブレイザーズ戦で復帰、透明なフェイスマスクを着用しながら出場し、28得点、7アシストを記録した。レナードは、レギュラーシーズンを72試合中（コロナウイルスの関係で短縮）52試合出場し、クリッパーズを47勝25敗で、ウェスタン・カンファレンス4位に導いた。シーズン平均24.8得点、6.5リバウンド、キャリアハイの5.2アシストを記録した。
攻守ともに活躍し、自身7回目のNBAオールディフェンシブチームと5回目のオールNBAチームに選出された。プレーオフ1回戦の相手は前年度と同じくダラス・マーベリックスとなった。クリッパーズは最初のホーム・ゲームで2試合を落としたが、アウェイではレナードがそれぞれ36得点と29得点を記録し、2連勝してシリーズを2勝2敗のタイに戻した。5戦目を落とした後、レナードは6戦目で、プレーオフのキャリア・ハイの45得点を記録し勝利した。7戦目では、28得点、10リバウンド、9アシスト、4スティールを記録し、2年連続でマーベリックスを破り、カンファレンス・セミファイナルに進出した。
セミファイナルは、レギュラーシーズンリーグ1位の勝率を記録したユタジャズと対戦。序盤の2試合は再び敗北したが、ホーム・ゲームの3戦目と4戦目でレナードは、それぞれ34得点と31得点を記録し、シリーズタイに追い上げた。しかし、4戦目の終盤にジョー・イングルスにファウルされた後、負傷した。クリッパーズは5戦目と6戦目を勝利し、フランチャイズ史上初のカンファレンス・ファイナルに進んだが、レナードは膝の捻挫で残りの試合を欠場することとなった。カンファレンス・ファイナルのフェニックス・サンズ戦では、レナードは1試合も出場できず、シリーズ2勝4敗でクリッパーズは敗退した。7月13日、レナードは右膝の前十字靭帯損傷の手術を受けた。

## 個人成績

### NBA

#### レギュラーシーズン
| シーズン     | チーム       | GP             | GS             | 勝             | 敗             | 勝率           | MPG            | FG%            | 3P%            | FT%            | RPG            | APG            | SPG            | BPG            | TO             | PPG            |
| ------------ | ------------ | -------------- | -------------- | -------------- | -------------- | -------------- | -------------- | -------------- | -------------- | -------------- | -------------- | -------------- | -------------- | -------------- | -------------- | -------------- |
| 2011-12      | SAS          | 64             | 39             | 49             | 15             | .766           | 24.0           | .493           | .376           | .773           | 5.1            | 1.1            | 1.3            | .4             | .7             | 7.9            |
| 2012-13      | SAS          | 58             | 57             | 43             | 15             | .741           | 31.2           | .494           | .374           | .825           | 6.0            | 1.6            | 1.7            | .6             | 1.1            | 11.9           |
| 2013-14      | SAS          | 66             | 65             | 54             | 12             | .831           | 29.1           | .522           | .379           | .802           | 6.2            | 2.0            | 1.7            | .8             | 1.2            | 12.8           |
| 2014-15      | SAS          | 64             | 64             | 46             | 18             | .719           | 29.0           | .479           | .349           | .802           | 7.2            | 2.5            | 2.3*           | .8             | 1.5            | 16.5           |
| 2015–16      | SAS          | 72             | 72             | 60             | 12             | .833           | 33.1           | .506           | .443           | .874           | 6.8            | 2.6            | 1.8            | 1.0            | 1.5            | 21.2           |
| 2016–17      | SAS          | 74             | 74             | 54             | 20             | .730           | 33.4           | .485           | .381           | '.880          | 5.8            | 3.5            | 1.8            | .7             | 2.1            | 25.5           |
| 2017–18      | SAS          | 9              | 9              | 5              | 4              | .556           | 23.3           | .468           | .314           | .816           | 4.7            | 2.3            | 2.0            | 1.0            | 1.8            | 16.2           |
| SAS Career   | SAS Career   | 407            | 380            | 311            | 96             | .764           | 30.4           | .495           | .386           | .846           | 6.2            | 2.3            | 1.8            | .7             | 1.7            | 16.3           |
| 2018–19      | TOR          | 60             | 60             | 41             | 21             | .683           | 34.0           | .496           | .371           | .854           | 7.3            | 3.3            | 1.8            | .4             | 2.0            | 26.6           |
| 2019–20      | LAC          | 57             | 57             | 41             | 16             | .719           | 32.4           | .470           | .378           | .886           | 7.1            | 4.9            | 1.8            | .6             | 2.6            | 27.1           |
| 2020–21      | LAC          | 52             | 52             | 36             | 16             | .692           | 34.1           | .512           | .398           | .885           | 6.5            | 5.2            | 1.6            | .4             | 2.0            | 24.8           |
| 2021–22      | LAC          | 負傷により全休 | 負傷により全休 | 負傷により全休 | 負傷により全休 | 負傷により全休 | 負傷により全休 | 負傷により全休 | 負傷により全休 | 負傷により全休 | 負傷により全休 | 負傷により全休 | 負傷により全休 | 負傷により全休 | 負傷により全休 | 負傷により全休 |
| 2022–23      | LAC          | 52             | 50             | 33             | 19             | .635           | 33.6           | .512           | .416           | .871           | 6.5            | 3.9            | 1.4            | .5             | 1.7            | 23.8           |
| 2023–24      | LAC          | 68             | 68             | 44             | 24             | .647           | 34.3           | .525           | .417           | .885           | 6.1            | 3.6            | 1.6            | .9             | 1.8            | 23.7           |
| 2024–25      | LAC          | 37             | 37             | 26             | 11             | .703           | 31.9           | .498           | .411           | .810           | 5.9            | 3.1            | 1.6            | .5             | 1.9            | 21.5           |
| 通算         | 通算         | 733            | 704            | 530            | 203            | .723           | 31.8           | .499           | .392           | .860           | 6.4            | 3.1            | 1.7            | .6             | 1.7            | 20.1           |
| オールスター | オールスター | 6              | 5              | 5              | 1              | .833           | 18.2           | .524           | .395           | ---            | 5.2            | 3.3            | 1.0            | .2             | 1.0            | 13.8           |

#### プレーオフ
| シーズン   | チーム     | GP  | GS  | 勝 | 敗 | 勝率 | MPG  | FG%  | 3P%  | FT%  | RPG | APG | SPG | BPG | TO  | PPG  |
| ---------- | ---------- | --- | --- | -- | -- | ---- | ---- | ---- | ---- | ---- | --- | --- | --- | --- | --- | ---- |
| 2012       | SAS        | 14  | 14  | 10 | 4  | .714 | 27.1 | .500 | .450 | .813 | 5.9 | .6  | 1.2 | .4  | .9  | 8.6  |
| 2013       | SAS        | 21  | 21  | 15 | 6  | .714 | 36.9 | .545 | .390 | .633 | 9.0 | 1.0 | 1.8 | .5  | 1.1 | 13.5 |
| 2014       | SAS        | 23  | 23  | 16 | 7  | .695 | 32.0 | .510 | .419 | .736 | 6.7 | 1.7 | 1.7 | .6  | 1.3 | 14.3 |
| 2015       | SAS        | 7   | 7   | 3  | 4  | .429 | 35.7 | .477 | .423 | .771 | 7.4 | 2.6 | 1.1 | .6  | 2.1 | 20.3 |
| 2016       | SAS        | 10  | 10  | 6  | 4  | .600 | 33.9 | .500 | .436 | .824 | 6.3 | 2.8 | 2.6 | 1.4 | 1.6 | 22.5 |
| 2017       | SAS        | 12  | 12  | 7  | 5  | .583 | 35.8 | .525 | .455 | .931 | 7.8 | 4.6 | 1.7 | .8  | 2.2 | 27.7 |
| SAS Career | SAS Career | 87  | 87  | 57 | 30 | .655 | 33.4 | .514 | .427 | .803 | 7.3 | 1.9 | 1.7 | .6  | 1.4 | 16.5 |
| 2019       | TOR        | 24  | 24  | 16 | 8  | .667 | 39.1 | .490 | .379 | .884 | 9.1 | 3.9 | 1.7 | .7  | 3.1 | 30.5 |
| 2020       | LAC        | 13  | 13  | 7  | 6  | .538 | 39.3 | .489 | .329 | .862 | 9.3 | 5.5 | 2.3 | .8  | 2.5 | 28.2 |
| 2021       | LAC        | 11  | 11  | 6  | 5  | .545 | 39.3 | .573 | .393 | .880 | 7.7 | 4.4 | 2.1 | .8  | 2.2 | 30.4 |
| 2023       | LAC        | 2   | 2   | 1  | 1  | .500 | 40.0 | .545 | .600 | .882 | 6.5 | 6.0 | 2.0 | .5  | 3.0 | 34.5 |
| 2024       | LAC        | 2   | 2   | 0  | 2  | .000 | 29.5 | .458 | .000 | .667 | 8.0 | 2.0 | 2.0 | .5  | 2.0 | 12.0 |
| 2025       | LAC        | 7   | 7   | 3  | 4  | .429 | 37.9 | .537 | .405 | .778 | 7.6 | 4.7 | 1.1 | .7  | 2.1 | 25.0 |
| 通算       | 通算       | 146 | 146 | 90 | 56 | .616 | 35.6 | .513 | .399 | .841 | 7.8 | 3.0 | 1.8 | .7  | 1.9 | 21.5 |

## プレースタイル
NBAプレーヤーの平均的な体格（1985年 - 2008年の平均：身長201cm、体重101.4kg）とほぼ同じであるが、221cmと非常に長いウイングスパン（両手を水平に広げた際の長さ）と手の大きさ、運動能力、判断力から、リバウンド、スティールに能力を発揮している。スタンディングリーチは2m69cm。オフェンスでは、新人時代はコーナーからの3ポイントシュート、ペネトレイションの役割とトランジッションオフェンスを主に担っていたが、アイソレーションプレーやポストプレーもでき、ショットセレクションも含めフィールドゴール成功率の良いプレーヤーであり、3ポイントシュートの精度も年々向上している。オフェンス、デフェンス共に貢献できることから出場時の得失点差である+/-スタッツも良く、出場試合での勝率はリーグでもトップクラスの高さである。そのプレイの堅実さ、正確さから
「バスケサイボーグ」とも称されることがある。

## タイトル・受賞
- NBA
  - オールルーキー1stチーム：2012
  - NBAオールスターゲーム出場：2016-2017、2018-2021
  - NBAオールスターゲームMVP：2020
  - NBAファイナルMVP：2014、2019
  - スティール王：2015
  - NBA最優秀守備選手賞：2015、2016
  - オールNBA1stチーム：2016、2017、2021
  - オールNBA2ndチーム：2019、2020
  - オールディフェンシブ1stチーム：2015-2017
  - オールディフェンシブ2ndチーム：2014、2019、2020、2021

## NBAキャリアハイ
- 得点：45（2019年2月1日）[105]
- リバウンド：16（2014年4月10日）[106]
- アシスト：10（2回：2019年10月26日、2021年2月5日）[107][108]
- スティール：7（2015年4月5日）[109]
- 3ポイント成功数：7（2015年12月3日）[110]

## パーソナル
- 従兄弟に、NFLサンディエゴ・チャージャーズのワイドレシーバーのスティービー・ジョンソンがいる[111]。
- 2008年1月18日、父のマークが自身の経営するカリフォルニア州コンプトンの洗車場で射殺され[112]、犯人は判っていない[113][114][115]。それが原因なのかレナードは「笑わない男」としても有名である。
- 食生活では、ファストフードは好まず、鶏肉、魚、野菜を主に採っており、水の種類にも気を使うと語っている[116]。
- 2018年にニューバランスと複数年契約で合意した[117]。